# شریک‌آباد مختار عباسلو
شریک‌آباد مختار عباسلو روستایی در دهستان گلستان بخش گلستان شهرستان سیرجان استان کرمان ایران است.

## جمعیت
بر پایه سرشماری عمومی نفوس و مسکن در سال ۱۳۹۵ جمعیت این مکان ۲۱۳ نفر (۶۳خانوار) بوده‌است.